# Дачные горячие источники
Дачные горячие источники — минеральные горячие источники в южной части полуострова Камчатка. Это четвёртая, самая крупная, группа комплекса Мутновских источников.

Малая долина гейзеров

Расположены на юго-восточном подножии сопки Скалистой, находящейся рядом с вулканом Мутновским. Другое название, «Малая Долина Гейзеров», распространенное в разных источниках, ошибочно: гейзеров на территории не обнаружено. В действительности она представляет собой активно-фумарольное поле, горячие газы которого проходят сквозь воду холодного ручья, нагревая его и создавая в ряде случаев эффект фонтанирования, что и привело к возникновению этого второго названия.
Термы находятся в овраге с отвесными склонами. На его левой стене расположены несколько тёплых площадок, откуда вырываются струйки пара. На дне у правобережного склона бурлит большой котёл. Немного выше по течению, практически в самом русле ручья, бьёт сильный пароводяной фонтан.
Химический состав воды сульфатно-кальциевый гидрокарбонатно-натриевый с невысокой общей минерализацией от 0,12 до 0,7 г/л; содержание кремнекислоты — 30-79 мг/л.